# Веар-Шеулс (Південна Кароліна)
Веар-Шеулс (англ. Ware Shoals) — місто (англ. town) в США, в округах Грінвуд, Аббвілл і Лоренс штату Південна Кароліна. Населення — 1701 особа (2020).

## Географія
Веар-Шеулс розташований за координатами 34°23′25″ пн. ш. 82°14′40″ зх. д. / 34.39028° пн. ш. 82.24444° зх. д. (34.390352, -82.244348).  За даними Бюро перепису населення США в 2010 році місто мало площу 10,40 км², з яких 10,09 км² — суходіл та 0,31 км² — водойми.

## Демографія
Згідно з переписом 2010 року, у місті мешкало 2170 осіб у 880 домогосподарствах у складі 572 родин. Густота населення становила 209 осіб/км².  Було 1070 помешкань (103/км²).
Расовий склад населення:
| - 76,7 % — білих - 20,9 % — чорних або афроамериканців - 0,1 % — корінних американців - 0,1 % — азіатів |

До двох чи більше рас належало 1,4 %. Частка іспаномовних становила 1,4 % від усіх жителів.
За віковим діапазоном населення розподілялося таким чином: 22,2 % — особи молодші 18 років, 59,8 % — особи у віці 18—64 років, 18,0 % — особи у віці 65 років та старші. Медіана віку мешканця становила 42,2 року. На 100 осіб жіночої статі у місті припадало 87,2 чоловіків;  на 100 жінок у віці від 18 років та старших — 82,4 чоловіків також старших 18 років.
Середній дохід на одне домашнє господарство  становив 38 168 доларів США (медіана — 27 468), а середній дохід на одну сім'ю — 44 121 долар (медіана — 36 691). Медіана доходів становила 30 706 доларів для чоловіків та 23 295 доларів для жінок. За межею бідності перебувало 35,7 % осіб, у тому числі 47,7 % дітей у віці до 18 років та 18,8 % осіб у віці 65 років та старших.
Цивільне працевлаштоване населення становило 903 особи. Основні галузі зайнятості: виробництво — 30,1 %, освіта, охорона здоров'я та соціальна допомога — 17,8 %, будівництво — 9,4 %, науковці, спеціалісти, менеджери — 7,5 %.